# Fræna
Fræna é uma comuna da Noruega, com 367 km² de área e 9 004 habitantes (censo de 2004).         